# Gail Laurence
Gail Laurence es una deportista estadounidense que compitió en triatlón. Ganó una medalla de oro en el Campeonato Panamericano de Triatlón de 1994.

## Palmarés internacional
| Campeonato Panamericano | Campeonato Panamericano   | Campeonato Panamericano | Campeonato Panamericano |
| Año                     | Lugar                     | Medalla                 | Prueba                  |
| ----------------------- | ------------------------- | ----------------------- | ----------------------- |
| 1994                    | Mar del Plata (Argentina) | Medalla de oro          | Individual              |